# Помиськ-Мали
Помиськ-Мали (пол. Pomysk Mały, нім. Klein Pomeiske) — село в Польщі, у гміні Битів Битівського повіту Поморського воєводства.
Населення — 380 осіб (2011).
У 1975-1998 роках село належало до Слупського воєводства.

## Демографія
Демографічна структура станом на 31 березня 2011 року:
|          | Загалом | Допрацездатний вік | Працездатний вік | Постпрацездатний вік |
| -------- | ------- | ------------------ | ---------------- | -------------------- |
| Чоловіки | 187     | 45                 | 130              | 12                   |
| Жінки    | 193     | 60                 | 107              | 26                   |
| Разом    | 380     | 105                | 237              | 38                   |